# Case rifugio

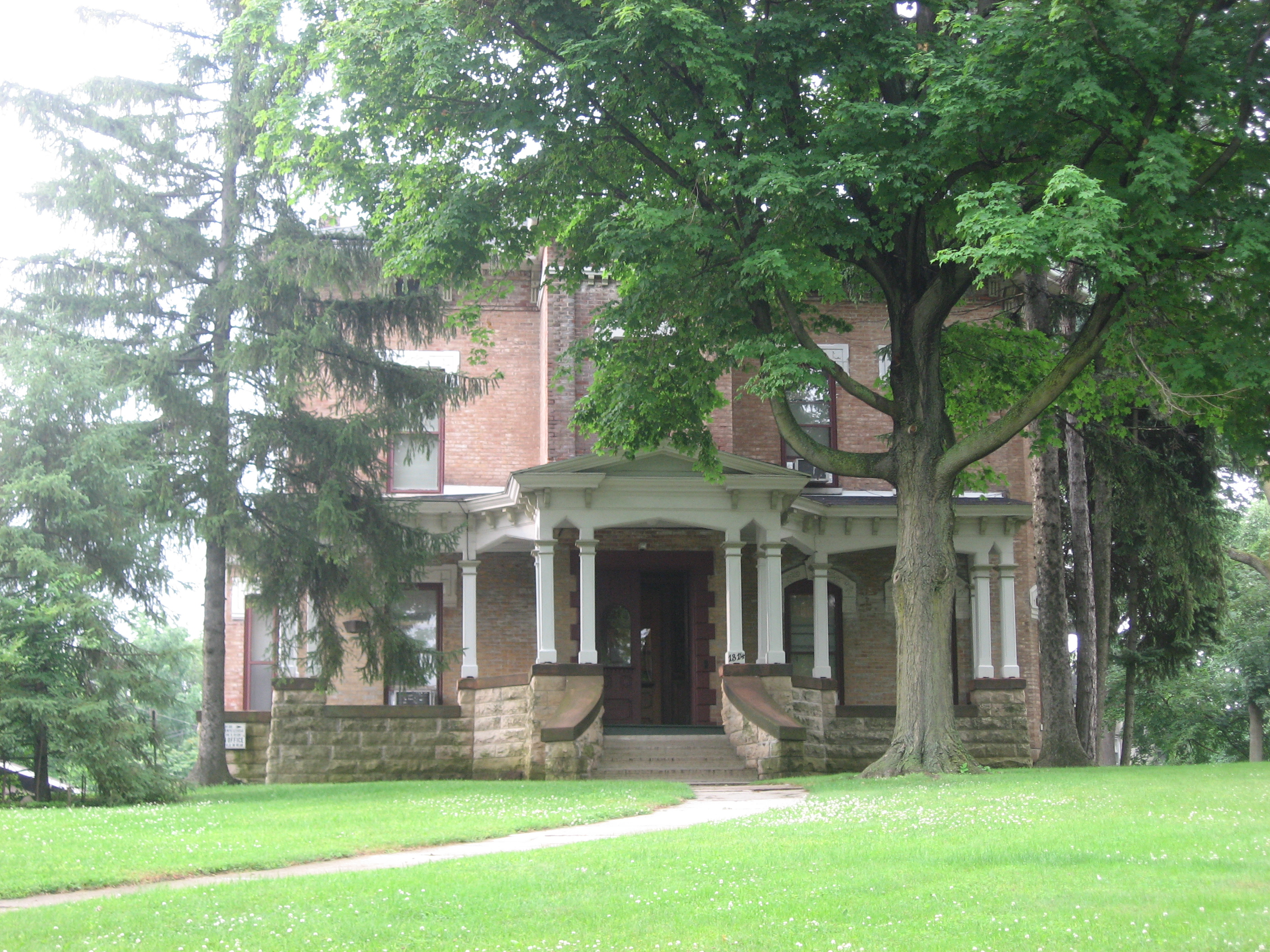
La Pringle-Patric House negli Stati Uniti fu costruita nel 1877 e trasformata in una Casa rifugio nel 1990.

Le Case Rifugio sono strutture a indirizzo segreto che forniscono un alloggio sicuro alle donne che subiscono violenza e ai loro bambini e bambine, consentendo così l'interruzione della violenza.

## Organizzazione
Le Case rifugio sono strutture a indirizzo segreto, collegate e parallele ai Centri antiviolenza. Insieme ai Centri antiviolenza, le Case rifugio costituiscono una rete territoriale di servizi specializzati che lavorano sulla base di una metodologia dell'accoglienza basata su un approccio di genere e sui principi della Convenzione di Istanbul. Il servizio è a titolo gratuito, indipendente dal luogo di residenza. Ha l'obiettivo di avviare un percorso di recupero in una situazione protetta. La casa di ospitalità offre protezione e aiuto concreto alle donne che si trovano in una situazione di pericolo per la propria incolumità fisica e/o psicologica e non hanno altre soluzioni abitative possibili. Le Case rifugio offrono alle donne un luogo sicuro in cui sottrarsi alla violenza del (ex)partner, che spesso aumenta nel periodo in cui la donna tenta di separarsi. È necessario un supporto a lungo termine per resistere alle difficoltà di lungo periodo degli effetti del trauma, della dipendenza economica e della relazione con i/le figli/e che hanno assistito alla violenza. I bambini e bambine che seguono la madre e vengono ospitati nelle case, spesso sono loro stessi vittime di maltrattamenti fisici, psicologici a volte anche sessuali. La violenza assistita ha ripercussioni profonde. Nelle Case rifugio lavorano operatrici esperte e un’educatrice per i/le bambini/e che offrono loro sostegno emotivo e pratico specializzato in un delicato momento di cambiamento. Il servizio garantisce la privacy e la tutela della riservatezza alle donne sia nella fase di intervento diretto che a percorso concluso.

## Storia

### Asia
Offrire rifugio alle donne abusate non è un concetto nuovo in Asia. Nel Giappone feudale, i templi buddisti noti come Kakekomi Dera fungevano da luoghi in cui le donne abusate potevano rifugiarsi prima di presentare istanza di divorzio. Tuttavia, un sistema formale non fu istituito fino al 1993, quando un movimento di base formato da donne costruì la prima Casa rifugio in Giappone.
Le Case rifugio per le donne in Cina non esistevano fino agli anni '90. Secondo le statistiche della All-China Women's Federation, nel 2016 in Cina ce n'erano circa 2.000.

### Australia
In Australia, la prima Casa rifugio, noto come Elsie Refuge, fu aperta a Glebe, nel Nuovo Galles del Sud, nel 1974 da un gruppo di attiviste per la liberazione delle donne. Ne seguirono molti altri, con 11 fondati in tutto il paese entro la metà del 1975 e molti altri a seguire. Inizialmente questi servizi dipendevano interamente dagli sforzi dei volontari e dalle donazioni della comunità, ma in seguito ottennero finanziamenti governativi sotto il governo Whitlam. Tuttavia, la politica governativa ha visto alcune azioni per smantellare il movimento dei rifugi per donne, così che nel Nuovo Galles del Sud dal 2014 la gestione di molti rifugi è stata affidata a grandi agenzie religiose, e di conseguenza operano ora come servizi generici per i senzatetto piuttosto che soddisfare specificamente le esigenze di donne e bambini in fuga dalla violenza domestica.

### Austria

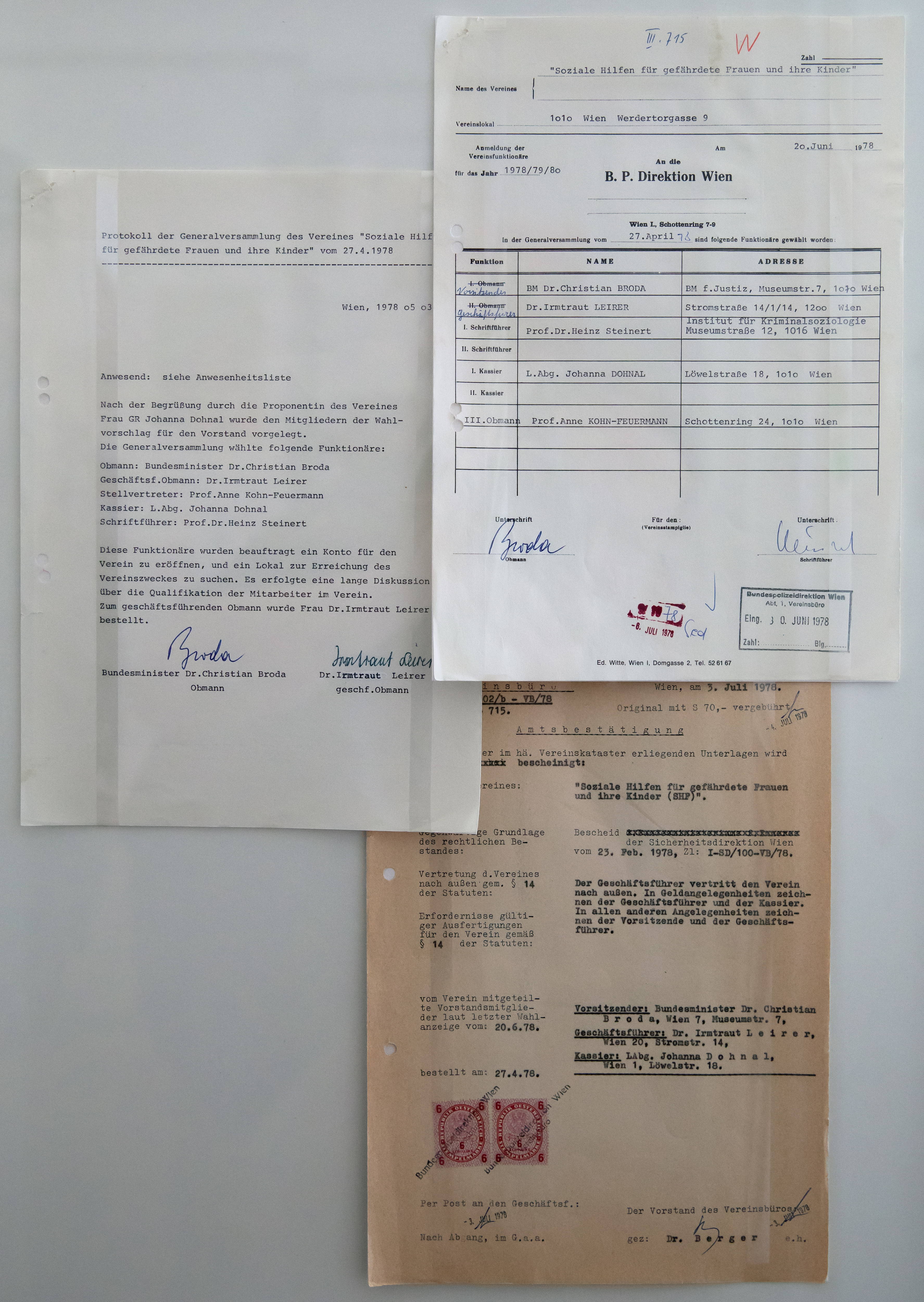
Documenti fondativi dell'associazione di Assistenza sociale per donne e bambini vulnerabili (1978), che ha creato la prima Casa rifugio per donne di Vienna.

La prima Casa rifugio per donne in Austria fu aperta a Vienna il 1º novembre 1978; fu subito sovraffollato. La seconda Casa rifugio viennese per donne, a cui era annesso un centro di consulenza, seguì nel febbraio 1980. La prima Casa rifugio per donne fuori dalla capitale fu aperta a Graz il 12 dicembre 1981 e a Innsbruck il 16 dicembre 1981. Mentre il finanziamento dei rifugi per donne a Vienna fu garantito fin dall'inizio dal comune, le iniziative autonome negli altri stati dovettero lottare per le proprie risorse finanziarie, a volte con molti insuccessi, e spesso richiedevano sovvenzioni da più luoghi ogni anno.
Ad aprile 2020, in Austria c'erano 29 Case rifugio per donne, 15 dei quali sono collegate alla Verein Autonome Österreichische Frauenhäuser (Associazione autonoma austriaca dei rifugi per donne).

### Canada
La prima Casa rifugio per donne in Canada fu avviata nel 1965 dalla Harbour Rescue Mission (ora Mission Services) ad Hamilton, Ontario. Fu chiamato Inasmuch House, con il nome che fa riferimento a un versetto della Bibbia (Matteo 25:40) che cita Gesù Cristo dicendo "(...) tutte le volte che avete fatto ciò a uno dei più piccoli di questi miei fratelli, lo avete fatto a me". Fu progettato per essere una pratica attuazione dei valori cristiani relativi alla giustizia e alla cura. Sebbene originariamente concepito come un rifugio per le donne che uscivano dalla prigione, la sua clientela divenne in seguito donne in fuga dagli abusi dei loro partner. Il concetto di Inasmuch House fu condiviso con altre missioni cristiane nei centri urbani del Nord America e portò all'apertura di altri rifugi simili.
Le prime Case rifugio in Canada sviluppati da una prospettiva femminista furono avviate da Interval House a Toronto nell'aprile 1973, e dall'Ishtar Women's Resource Society a Langley, British Columbia. Edmonton Women's Shelter (in seguito WIN House) - un gruppo proveniente da tutti i ceti sociali e con credenze sia laiche che cristiane - fu aperto nel gennaio 1970 per ospitare qualsiasi donna che avesse bisogno di un riparo per qualsiasi motivo. Queste case erano organizzazioni di base che all'inizio vivevano di sovvenzioni a breve termine, con personale che spesso lavorava in modo sacrificale per far funzionare le case e garantire la sicurezza delle donne.
Da quel momento, il movimento in Canada è cresciuto, con Case rifugio per donne aperte sotto vari nomi, spesso come Transition House o Interval House, che si sono aperte in tutto il paese per aiutare le donne a fuggire da situazioni di abuso. L'Alberta Council of Women's Shelters è stato fondato nel 1983. La Transition House Association of Nova Scotia, che gestisce i rifugi ad Halifax, in Nuova Scozia, è stata fondata qualche anno dopo, nel 1989.
ACWS è diventato un membro fondatore di Women's Shelters Canada e ha anche ospitato la prima conferenza mondiale di Case rifugio per donne a Edmonton nel 2008. La conferenza ha incluso 800 delegate da 60 paesi. A febbraio 2019 ACWS ha ospitato la prima conferenza sulla prevenzione della violenza nel Canada occidentale, il "Leading Change Summit: Bold Conversations to end gender-based violence" che ha incluso il dott. Michael Flood (QUB) e l'attore e attivista Terry Crews, così come 230 delegati di organizzazioni comunitarie, sindacati, governo e aziende impegnati a porre fine alla violenza domestica.
La Casa rifugio Chez Doris a Montreal, Canada, offre servizi in inglese, francese e inuktitut. La Servants Anonymous Society (SAS) fornisce assistenza e rifugio alle donne che escono dall'industria del sesso.
Il centro di soccorso per le vittime di stupro più longevo del Canada è il Vancouver Rape Relief & Women's Shelter.

### Etiopia
Nel 2003 la prima Casa rifugio per donne ha aperto le sue porte sotto l'egida dell'Associazione per il Santuario e lo Sviluppo delle Donne (AWSAD) ad Addis Abeba. Nel 2019 l'AWSAD ha aperto rifugi per le vittime di violenza sessuale nell'Etiopia settentrionale devastata dalla guerra con il sostegno del Programma delle Nazioni Unite per lo sviluppo.

### Francia
Quando si è verificato un aumento della violenza domestica durante la pandemia di COVID-19 in Francia, il governo francese ha investito 1 milione di euro nella creazione di 20 nuovi centri di assistenza in tutto il paese, situati vicino ai supermercati, dove le vittime possono andare mentre escono per fare la spesa, ed essere reindirizzate a decine di camere d'albergo che fungevano da rifugi temporanei pagati dal governo.

### Germania
La prima Casa rifugio per donne maltrattate fu aperta a Berlino Ovest nel 1976, creato dalle donne del movimento autonomo delle donne con fondi del Ministero per gli affari della famiglia della RFT. Il progetto di Berlino innescò un'ondata di fondazioni di rifugi per donne, a cui fu concesso un aiuto finanziario sulla base del paragrafo 72 della legge federale sull'assistenza sociale. Ad esempio, il consiglio comunale di Colonia decise nel dicembre 1976 di finanziare il rifugio per donne fondato da un'assistente sociale. Negli anni successivi, i rifugi per donne furono fondati in altre città tedesche. La maggior parte di essi erano progetti del movimento autonomo delle donne. 
Le Parti adottano le misure legislative o di altro tipo necessarie per consentire la creazione di rifugi adeguati, facilmente accessibili e in numero sufficiente per offrire un alloggio sicuro alle vittime, in particolare le donne e i loro bambini, e per aiutarle in modo proattivo.

– Articolo 23: Rifugi, Convenzione di Istanbul
Da quando è entrata in vigore la legge sulla protezione dalla violenza ("Gewaltschutzgesetz") il 1º gennaio 2002, in base alla quale i criminali violenti possono essere espulsi dalla residenza, la necessità e il numero di Case rifugio per donne sono diminuiti. Nel 2002 in Germania c'erano circa 400 Case rifugio per donne, di cui 153 autonome. Secondo uno studio pubblicato nel 2012 per conto del Ministero degli Affari della Famiglia, nel 2011 15.000 donne, accompagnate da 17.000 bambini, hanno cercato rifugio nei circa 350 rifugi per donne e nelle 40 case di protezione. Tuttavia, le donne hanno dovuto essere respinte 9.000 volte perché le strutture erano piene. Nel 2013, 34.000 donne e bambini hanno cercato rifugio nelle strutture, ma ancora una volta 9.000 donne hanno dovuto essere respinte.
Secondo la formula di ripartizione della Convenzione di Istanbul (articolo 23), ratificata dalla Germania nell'ottobre 2017 ed entrata in vigore nel febbraio 2018, a livello nazionale mancavano 14.600 centri di accoglienza per donne. In base all'accordo di coalizione, la CDU/CSU e la SPD hanno annunciato un programma d'azione per sostenere le donne vittime di violenza e una tavola rotonda di valutazione da parte delle autorità federali, statali e locali sull'argomento, al fine di garantire l'ampliamento basato sulle esigenze e un'adeguata sicurezza finanziaria dei centri di accoglienza per donne e del relativo centro di consulenza.

### Iran
La State Welfare Organization of Iran, nota anche come Behzisti Organization, è un'organizzazione di lavoro sotto il Ministero delle Cooperative, del Lavoro e del Welfare Sociale che ha case di cura, centri di intervento sociale e rifugi sicuri che possono offrire 20 giorni di servizio e successivamente cure permanenti per un massimo di 6 mesi. Ce ne sono due a Mashhad e uno ad Arak. Esfahan ha un centro di riabilitazione. Le donne non devono avere meno di 15 anni. L'IRGC e il comune di Teheran hanno un centro per donne che erano ex tossicodipendenti nella parte orientale della città. Hanno un numero di telefono di emergenza, il 123. Sanandaj ha un edificio con una capienza di 60 persone.

### Italia
In Italia tra il 1989 e il 1990 nascono le prime case segrete: a Bologna, quella gestita dalla Casa delle donne per non subire violenza, che apre insieme al centro di accoglienza; a Milano, quella gestita dalla Casa delle donne maltrattate, il cui gruppo fondatore aveva già esperienza di accoglienza dal 1986. Dall'anno dopo ci sono Centri antiviolenza in altre città: Modena, Roma, Latina, Parma. Ora sono circa 80 i centri che fanno parte dell'associazione nazionale D.i.Re: Donne in Rete contro la violenza. Fondata nel 2008, dal 2010 ha anche un gruppo di lavoro sulle Case rifugio.

### Messico
A Città del Messico, la legge locale consente al governo di obbligare l'abusante a lasciare la casa dove risiede la vittima, anche se è di proprietà o affittata a nome dell'abusante stesso. Questa legge è stata sostenuta da Claudia Sheinbaum, che in seguito è diventata presidente del Messico.

### Paesi Bassi
Nei Paesi Bassi, le Case rifugio per donne sono emerse negli anni '70 come blijf-van-mijn-lijfhuizen (letteralmente: "tieni-[le-mani-] lontane-dal-mio-corpo"). La loro ubicazione è stata tenuta segreta, ma soprattutto dall'avvento della tecnologia digitale negli anni '90, la segretezza delle posizioni si è rivelata quasi impossibile da mantenere. Inoltre, alcune donne non erano ancora in grado di interrompere completamente ogni comunicazione con i loro (ex) partner e cercavano comunque segretamente di contattarli, lasciandoli vulnerabili senza la supervisione della Casa rifugio. Per affrontare questi problemi, i rimanenti blijf-van-mijn-lijfhuizen si sono gradualmente convertiti nelle cosiddette Oranje Huizen ("Case arancioni") negli anni 2000 e 2010, la cui ubicazione non è segreta, ma hanno una sicurezza permanente per le donne e consentono un contatto sicuro tra la donna e l'(ex) partner se entrambe le parti sono interessate. Queste Case rifugio rinnovate sono ancora comunemente conosciuti come blijf-van-mijn-lijfhuizen.

### Regno Unito
In Inghilterra nel 1971, Erin Pizzey ha fondato la prima Casa rifugio per vittime di violenza domestica nel mondo moderno dopo Haven House, aperta nel 1964 in California, Chiswick Women's Aid; l'organizzazione è oggi conosciuta come Refuge.
Da allora quasi tutti i paesi europei hanno aperto Case rifugio per aiutare le vittime di violenza domestica. Due paesi offrono addirittura Case rifugio per particolari etnie e culture. Inoltre, una novità in Europa è che paesi come i Paesi Bassi e l'Austria hanno aperto alloggi sociali per soggiorni di lunga durata. Una delle ragioni di questa crescita è la Convenzione di Istanbul contro la violenza sulle donne e la violenza domestica, una convenzione firmata da 47 stati membri del Consiglio d'Europa nel 2011. Un articolo della Convenzione stabilisce la creazione di Case rifugio per le donne come standard minimo per la conformità. A seguito dell'austerità, due terzi delle autorità locali in Inghilterra hanno tagliato i finanziamenti per le Case rifugio per le donne dal 2010.

### Stati Uniti
La prima Casa rifugio per donne nel mondo moderno fu Haven House, aperta nel 1964 in California.
Una delle prime Case rifugio per donne negli Stati Uniti, l'Emergency Shelter Program Inc. (ora Ruby's Place Inc.), fu fondata a Hayward, California, nel 1972 da un gruppo locale di donne. Betty Moose, uno dei membri fondatori, incorporò ufficialmente la Casa rifugio nel marzo 1972. Poco dopo, i membri fondatori istituirono una hotline locale (in cui una chiamata viene automaticamente indirizzata alla destinazione preselezionata senza alcuna azione aggiuntiva da parte dell'utente) per la violenza domestica. Prima che la Casa rifugio fosse ufficialmente aperta, i volontari ospitavano le donne nelle loro case. Altre Case rifugio per donne spuntarono presto negli Stati Uniti, tra cui il Rosie's Place a Boston, Massachusetts, che fu aperto nel 1974 da Kip Tiernan, e l'Atlanta Union Mission ad Atlanta, aperto da Elsie Huck.
Le Case rifugio per le donne si sono evolute nel tempo. Negli anni '70, i sostenitori della comunità di base hanno offerto Case rifugio come uno dei primi servizi per le vittime di violenza del partner. A quel tempo, la maggior parte delle Case rifugio erano messe a disposizione per le emergenze e prevedevano soggiorni inferiori a sei mesi. I volontari e gli operatori delle Case rifugio hanno offerto alle donne segnalazioni legali e di assistenza sociale quando uscivano, ma i contatti in seguito erano limitati. Programmi più recenti, come quelli finanziati dal Violence Against Women Act, offrono soggiorni più lunghi per le donne. Queste sedi, così come gli alloggi di transizione, offrono più servizi alle donne e ai loro bambini. Un altro cambiamento recente è il crescente numero di Case rifugio che pubblicizzano le loro sedi per aumentare i finanziamenti e la visibilità nella comunità.
Grazie al crescente attivismo delle donne, il numero di Case rifugio aumentò rapidamente dopo la loro introduzione e nel 1977 gli Stati Uniti avevano 89 Case rifugio disponibili per le vittime di violenza. Nel 2000, gli Stati Uniti avevano oltre 2.000 programmi contro la violenza domestica in atto, molti dei quali includevano Case rifugio per vittime di violenza domestica.

## Residenti maschi
Negli Stati Uniti, alcune Case rifugio non consentono l'accesso agli uomini. Questa pratica è stata contestata in Blumhorst v. Haven Hills, un caso giudiziario in California (Los Angeles Superior Court Case No. BC291977). Tuttavia, la corte ha respinto il caso perché il querelante non aveva legittimazione ad agire: non era coinvolto in una relazione violenta e non aveva bisogno di un rifugio. Alcuni gruppi criticano la minore quantità di risorse a disposizione degli uomini negli Stati Uniti e nel mondo. Tuttavia, altre fonti contestano la visione secondo cui le Case rifugio riservate agli uomini sono desiderate o necessarie dalla maggior parte delle vittime maschili, sostenendo che la questione è stata travisata per misoginia piuttosto che per una genuina preoccupazione per le vittime maschili. La Convenzione di Istanbul, ad esempio, afferma che la creazione di Case rifugio per donne non è discriminatoria.
Alcune Case rifugio, tra cui il Domestic Abuse Project (DAP) della contea di Delaware, offrono servizi ad entrambi i sessi. Secondo i loro stessi resoconti, circa il 3% degli individui supportati dal DAP sono stati uomini.
In Canada, circa l'8% delle Case rifugio per donne è aperto anche agli uomini adulti.
Nel Regno Unito, sono stati aperti luoghi per ospitare vittime maschili di violenza domestica nel Northamptonshire.
In Italia sono presenti il Centro Antiviolenza Uomini e Donne "Ankyra" e il Centro Antiviolenza Maschile "Perseo", entrambi a Milano.